# Кубок Ліптона
Кубок Ліптона (ісп. Copa Lipton) або Благодійний Кубок Ліптона (ісп. Copa de Caridad Lipton) — футбольне змагання, яке проводилося з 1905 року по 1992 рік. Кубок Ліптона був першим футбольним змаганням між національними збірними і складався із одного матчу між збірними Аргентини та Уругваю. Загалом трофей розігрувався 29 разів, Аргентина вигравала 18 разів, Уругвай — 11.

## Історія
Турнір був створений у 1905 році магнатом Томасом Ліптоном, великим шанувальником футболу, який так само придумав Кубок Виклику Ліптона і Трофей Сера Томаса Ліптона.
По ідеї творця турніру, Кубок Ліптона повинен був проводитися кожен рік між збірними Аргентини і Уругваю, які були єдиними національними командами в той час в Південній Америці. Весь виторг від продажу квитків йшла на потреби благодійності. Турнір складався у вигляді одного матчу, який проводився раз на рік по черзі в столицях держав — Буенос-Айресі та Монтевідео. У випадку нічиєї після 90 хвилин зустрічі, перемогу присуджували гостьовій команді.
Турнір проходив щорічно з 1905 року по 1919 рік, крім 1914 року, але у 20-х роках XX століття, турнір став швидко втрачати популярність через появу чемпіонату Південної Америки. У наступні роки Кубок проводився нерегулярно, останнє змагання відбулося 23 вересня 1992 року.

## Ігри
| Рік   | Місце проведення |            |         |            |
| Рік   | Місце проведення | Переможець | Рахунок | Програвший |
| ----- | ---------------- | ---------- | ------- | ---------- |
| 1905  | Буенос-Айрес     | Уругвай*   | 0-0     | Аргентина  |
| 1906  | Монтевідео       | Аргентина  | 2-0     | Уругвай    |
| 1907  | Буенос-Айрес     | Аргентина  | 2-1     | Уругвай    |
| 1908  | Монтевідео       | Аргентина* | 2-2     | Уругвай    |
| 1909  | Буенос-Айрес     | Аргентина  | 2-1     | Уругвай    |
| 1910  | Монтевідео       | Уругвай    | 3-1     | Аргентина  |
| 1911  | Буенос-Айрес     | Уругвай    | 2-0     | Аргентина  |
| 1912  | Монтевідео       | Уругвай    | 2-0     | Аргентина  |
| 1913  | Авельянеда       | Аргентина  | 4-0     | Уругвай    |
| 1915  | Буенос-Айрес     | Аргентина  | 2-1     | Уругвай    |
| 1916  | Монтевідео       | Аргентина  | 2-1     | Уругвай    |
| 1917  | Авельянеда       | Аргентина  | 1-0     | Уругвай    |
| 1918  | Монтевідео       | Аргентина* | 1-1     | Уругвай    |
| 1919  | Буенос-Айрес     | Уругвай    | 2-1     | Аргентина  |
| 1922  | Монтевідео       | Уругвай    | 1-0     | Аргентина  |
| 1923  | Буенос-Айрес     | Уругвай*   | 0-0     | Аргентина  |
| 1924  | Монтевідео       | Уругвай    | 2-0     | Аргентина  |
| 1927  | Буенос-Айрес     | Уругвай    | 1-0     | Аргентина  |
| 1928  | Монтевідео       | Аргентина* | 2-2     | Уругвай    |
| 1929  | Буенос-Айрес     | Уругвай*   | 0-0     | Аргентина  |
| 1937  | Буенос-Айрес     | Аргентина  | 5-1     | Уругвай    |
| 1942  | Монтевідео       | Аргентина* | 1-1     | Уругвай    |
| 1945  | Монтевідео       | Аргентина* | 2-2     | Уругвай    |
| 1957  | Буенос-Айрес     | Уругвай*   | 1-1     | Аргентина  |
| 1962  | Буенос-Айрес     | Аргентина  | 3-1     | Уругвай    |
| 1968  | Буенос-Айрес     | Аргентина  | 2-0     | Уругвай    |
| 1973  | Буенос-Айрес     | Уругвай*   | 1-1     | Аргентина  |
| 19761 | Буенос-Айрес     | Аргентина  | 4-1     | Уругвай    |
| 1992  | Монтевідео       | Аргентина* | 0-0     | Уругвай    |

- Через нічию перемога дістається гостьовій команді.

1 Переможець ставав найкращим і в турнірі Кубок Атлантики в 1976 році.

## Титули
- Аргентина — 18
- Уругвай — 11